# Jaskinia Zawaliskowa w Długim Giewoncie
Jaskinia Zawaliskowa w Długim Giewoncie – jaskinia w Dolinie Kondratowej w Tatrach Zachodnich. Wejście do niej znajduje się na południowym zboczu Giewontu, tuż pod granią, na wysokości 1805 metrów n.p.m. Długość jaskini wynosi 51 metrów, a jej deniwelacja 6,6 metra.

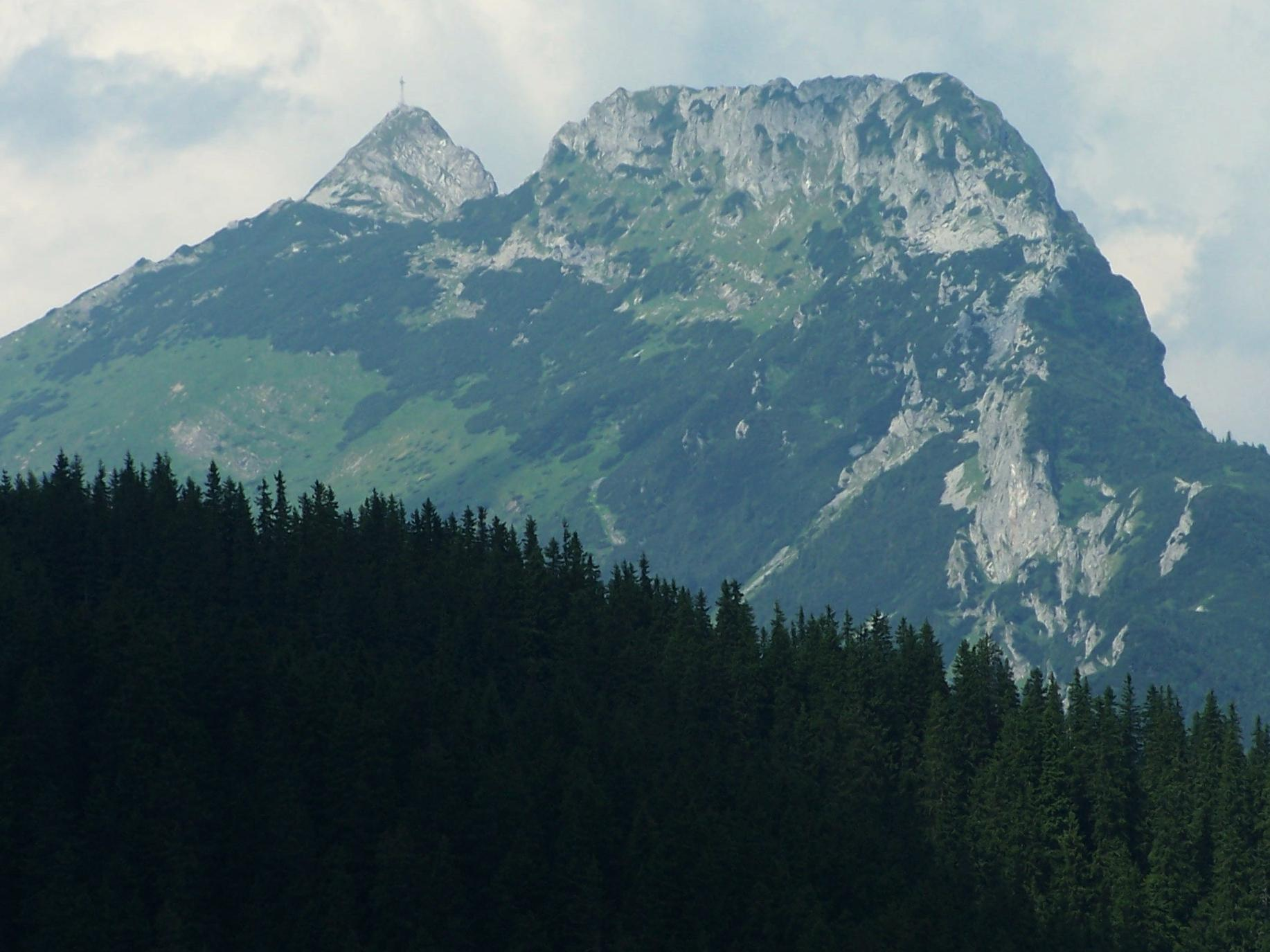
Na pierwszym planie Długi Giewont widziany z Doliny Kondratowej

## Opis jaskini
Główną częścią jaskini jest rozległa sala na jej końcu (15 metrów długości, 4 - 5 metrów szerokości). Od otworu wejściowego prowadzi do niej ciąg zaczynający się 1,7-metrową, pochyłą studzienką, z której dna idzie korytarz do rozgałęzienia. W lewo znajduje się zaraz zawalisko, w prawo przez ciasny przełaz dochodzi się do niewielkiego prożka za którym znajduje się sala końcowa. 

## Przyroda
W jaskini można spotkać drobne nacieki grzybkowe. W studzience rosną mchy i porosty. W głębi jaskini roślinność nie występuje. 
Zamieszkują ją nietoperze. 

## Historia odkryć
Jaskinię odkryli W.W. Wiśniewski i K. Bębenek 18 czerwca 1989 roku. Jej opis sporządził W.W. Wiśniewski.